# Parexarnis fugax
Parexarnis fugax là một loài bướm đêm trong họ Noctuidae.